# 茶番野郎
『茶番野郎』（ちゃばんやろう、Nautanki Saala!）は、2013年に公開されたインドのロマンティック・コメディ映画。監督はローハン・シッピーが務め、アーユシュマーン・クラーナー、クナール・ロイ・カプール、プージャー・サルヴィ、イヴリン・シャルマ、ガエリン・メンドーサが出演している。2003年のフランス映画『Après vous』を基にしている。
ラメーシュ・シッピー、ブーシャン・クマール、クリシャン・クマール、ルーパー・デ・チョードリーがプロデューサーを務め、R・S・エンターテインメントが参加している。2012年10月2日に初上映され、アーユシュマーンは『Vicky Donor』に続いて劇中歌を歌った。ブーシャンは2013年4月12日に全国公開されることを発表し、8週間かけてプロモーションを行うことを表明した。最初の予告編は『スペシャル26』上映時に公開された。

## キャスト
- ラーム - アーユシュマーン・クラーナー
- ナンディニ・パテール - プージャー・サルヴィ（英語版）
- マンダル - クナール・ロイ・カプール（英語版）
- シーター・デヴィ - イヴリン・シャルマ
- チトラ・シン - ガエリン・メンドーサ（英語版）
- アビシェーク・バッチャン（カメオ出演）[13]

## 製作
2012年初頭、ローハン・シッピーとブーシャン・クマールはロマンティック・コメディ映画を共同で製作することを発表した。同時にローハン作品の常連であるアビシェーク・バッチャンは主役ではなく、カメオ出演することが発表された。6月後半にはアーユシュマーン・クラーナーとクナール・ロイ・カプールが主演を務めることが発表された。主要女性キャストにはプージャー・サルヴィ、イヴリン・シャルマ、ガエリン・メンドーサが起用された。プージャーは本作が映画デビュー作、イヴリンは5本目のボリウッド出演作となった。7月22日から撮影が始まり、ムンバイで全てのシーンが撮影された。10月にT-Seriesから本作の予告編が発表された。

## 評価

### 興行収入
公開初日の興行収入は3000万ルピーを記録した。公開初週末の興行収入は1億1250万ルピーとなり、公開1週間で1億6500万ルピーを記録している。

### 批評
reviewbol.comでは3/5の星を得ている。Rediff.comのスカンニャー・ヴァルマーは2.5/5の星を与え、「『茶番野郎』の脚本はシチュエーションコメディのエピソードに適している」と批評している。ヒンドゥスタン・タイムズのアヌパマ・チョープラーは2.5/5の星を与え、「『茶番野郎』は元気が良くて愛想の良いコメディの成分が全て詰まっていますが、このスフレはあまり盛り上がりません」と批評している。